# نبرد هامل
نبرد هامل (انگلیسی: Battle of Hamel) یک حمله موفقیت‌آمیز توسط ارتش استرالیا و پیاده‌نظام ارتش ایالات متحده، با پشتیبانی تانک‌های بریتانیا، علیه مواضع آلمان در داخل و اطراف شهر لو همل، در شمال فرانسه، در طول جنگ جهانی اول بود. این حمله برنامه‌ریزی شده بود. و به فرماندهی ژنرال جان موناش، فرمانده سپاه استرالیا انجام شد. تمام اهداف متفقین در ۹۳ دقیقه، فقط سه دقیقه بیشتر از زمان محاسبه شده به دست آمد. پس از تصرف دهکده، استرالیایی‌ها و آمریکایی‌ها شروع به بازسازی بخش‌های دفاعی درهم شکسته کردند. تدارکات بر روی چهار تانک حامل اسلحه جمع‌آوری شد و در ساعت ۰۴:۴۵، هواپیمای شناسایی از اسکادران شماره ۳ نیروی هوایی استرالیا شروع به عکاسی از خط مقدم جدید برای تهیه نقشه کرد حملات هوایی در پشت خط توسط اسکادران‌های شماره ۲۳، ۴۱ و ۲۰۹ فشار را بر آلمانی‌ها ادامه داد، اگرچه این کار در حدود ساعت ۰۹:۳۰ متوقف شد، زمانی که آلمان‌ها ۳۰ هواپیمای جنگنده را به هامل اعزام کردند تا کنترل آسمان‌ها را به چالش بکشند. استرالیایی‌ها و آمریکایی‌ها برای تحکیم موقعیت تسخیر شده تلاش کردند. تانک‌ها تا ساعت ۱۷:۳۰ که عقب‌نشینی کردند و تعدادی از مجروحان را با خود بردند، در حال پشتیبانی بودند. در طول شب، تک تیراندازان آلمانی به خط متفقین شلیک کردند و نیروهای متفقین ۳۷۰ متر دیگر پیشروی کردند و تا صبح روز ۵ ژوئیه، ۷۰۰ اسیر دیگر را گرفتند آلمانی‌ها همچنان به حمله به سربازان استرالیایی در اطراف هامل ادامه دادند و در حالی که برای ضد حمله آماده می‌شدند، حملات هوایی مختصری انجام دادند و بمباران توپخانه ای را انجام دادند. یک ضد حمله آلمان در حدود ساعت ۲۲:۰۰ همان شب انجام شد. آلمانی‌ها فاصله ۱۸۰ متری را در خط بین دو گروه ایجاد کردند و ده‌ها برانکارد استرالیایی را دستگیر کردند، اما نتوانستند نیروهای کمکی را بیاورند زیرا توپخانه بریتانیا شروع به شلیک در عقب آنها کرد. هنگامی که گردان ۴۴ شروع به تجمع کرد، توسط گردان ۴۳ و آمریکایی‌های متصل به آن تقویت شد. در حالی که نبرد همل در مقیاس کوچک بود، عواقب گسترده‌ای برای جنگ خندق داشت، زیرا، مانند نبرد کامبری در سال ۱۹۱۷، نمایشی عملی از تاکتیک‌هایی برای حمله به دشمن با استفاده از تاکتیک‌های تسلیحات ترکیبی بود. روش‌های به کار رفته در هامل در نبرد آمیان در مقیاس بسیار بزرگ‌تری با موفقیت آزموده شد و عامل اصلی موفقیت متفقین در جنگ بود. این امر مورد تمجید شدید نخست‌وزیر فرانسه ژرژ کلمانسو قرار گرفت، او که بعداً از میدان نبرد بازدید کرد و در میان سربازانی که در نبرد شرکت کرده بودند سخنرانی کرد. برنارد مونتگومری که جنگ را به عنوان رئیس ستاد لشکر و جنگ جهانی دوم را به عنوان فیلد مارشال به پایان رساند، موناش را بهترین ژنرال جنگ جهانی اول در جبهه غربی نامید. در حالی که نتیجه معکوس نبرد برای آلمانی‌ها قابل اننتظار بود، اما به کارزار تهاجمی آنها در جبهه غربی پایان نداد. کمتر از دو هفته بعد، آلمانی‌ها در طول نبرد دوم مارن، حمله ای قوی به فرانسوی‌ها انجام دادند.

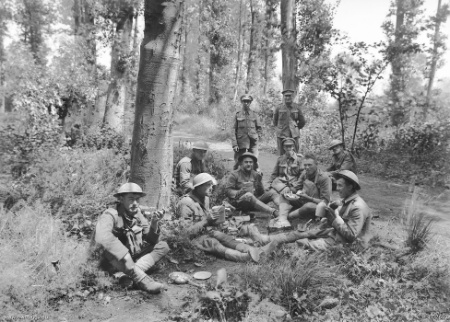
سربازان بریتانیایی، آمریکایی و استرالیایی در حال صرف ناهار در جنگلی در نزدیکی کوربی یک روز قبل از حمله.

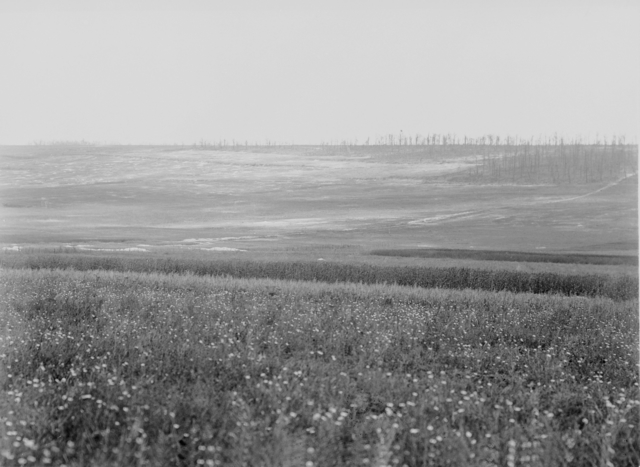
در حین حمله دو چتر نجات که از هواپیما به همراه مهمات برای نیروهای پیشرو به زمین انداخته شده‌است.